# Karl Ullmann
Karl Ullmann (* 27. September 1860 in Habern, Böhmen; † 14. Dezember 1940 in Wien) war ein österreichischer Dermatologe und Toxikologe.
Ullmann war Privatdozent an der Universität Wien und an der Hochschule für Welthandel. Seine Arbeitsgebiete waren vor allem die Syphilis und die Toxikologie. Er war Mitarbeiter am Handbuch der Haut- und Geschlechtskrankheiten von Josef Jadassohn, 1927ff. (Bände 4 und 12). 

## Schriften
- Physikalische Therapie der Geschlechtskrankheiten, 1908
- Kommerzielle Hygiene, 1909
- Die Schädigungen der Haut, 3 Bände, 1915–27 (mit M. Oppenheim und J. Rille)
- Diagnostisch-Therapeutisches Vademekum der Geschlechtskrankheiten, 1934